# Nadeschda Konstantinowna Murawjowa
Nadeschda Konstantinowna Murawjowa (russisch Надежда Константиновна Муравьёва; * 30. Juni 1980 in Bratsk, Sowjetunion) ist eine ehemalige russische Handballspielerin. Ihre Körperlänge beträgt 1,86 m.
Murawjowa, die für den russischen Club GK Lada Toljatti (Rückennummer 8) spielte und für die russische Nationalmannschaft auflief, wurde meist im rechten Rückraum eingesetzt.
Nadeschda Murawjowa debütierte 1996 für AKVA Wolgograd in der ersten russischen Liga. Dort gewann sie 1999, 2000 sowie 2001 die russische Meisterschaft. Als sie 2002 nur Vizemeisterin wurde, wechselte sie zum neuen Meister GK Lada Toljatti. Mit den Frauen aus der Autostadt gewann sie 2003, 2004 und 2005 die russische Meisterschaft. Danach verpasste sie aufgrund einer Babypause die komplette Saison 2005/06. Nach ihrer Rückkehr zog sie 2007 ins Finale der EHF Champions League ein. In den Jahren 2012 und 2014 gewann sie mit Lada den EHF-Pokal. Nach der Saison 2014/15 beendete sie ihre Karriere.
Nadeschda Murawjowa hat über 100 Länderspiele für die russische Nationalmannschaft bestritten. Mit Russland wurde sie 2001 im Italien, 2007 in Frankreich und 2009 in China Weltmeisterin; bei der Handball-Europameisterschaft der Frauen 2000 gewann sie Bronze. Die WM 2005 im eigenen Land sowie die EM 2006 in Schweden verpasste sie aufgrund einer Babypause. Bei der EM 2008 gewann sie wiederum die Bronzemedaille und wurde zusätzlich zur besten Abwehrspielerin des Turniers gewählt. Im Sommer 2012 nahm sie an den Olympischen Spielen in London teil.
Murawjowa war ab dem Saisonbeginn 2024/25 beim russischen Erstligisten PGK ZSKA Moskau als Co-Trainerin tätig. Nachdem der Trainer Oleg Kuleschow Ende Oktober 2024 den Verein verlassen hatte, wurde ihr die Verantwortung übertragen. Im Februar 2025 endete ihre Tätigkeit beim PGK ZSKA Moskau.